# Lord of the Sword
Lord Of The Sword (Japans: ロード オブ ソード) is een videospel voor het platform Sega Master System. Het spel werd uitgebracht in 1988. 

## Ontvangst
| Beoordeeld door       | Jaar | Score |
| --------------------- | ---- | ----- |
| Game Freaks 365       | 2000 | 75%   |
| The Video Game Critic | 2010 | 58%   |
| Legendra              | 2013 | 30%   |
| Power Play            | 1988 | 24%   |